# Adrien-Philippe Raoux
Adrien-Philippe Raoux, né à Ath le 2 décembre 1758 et décédé à Rèves le 29 août 1839, est un avocat réputé au Conseil souverain de Hainaut et essayiste apprécié, il est également Conseiller d'État à l'époque du royaume uni des Pays-Bas.

## Biographie
Adrien-Philippe Raoux nait à Ath en 1758, de François-Michel Raoux et de Marie-Jeanne-Joseph Dupont. La famille compte d'honorables fermiers du faubourg de Mons. Raoux fait ses premières études au Collège de la ville, puis il achève ses humanités au collège de Houdain, à Mons. Reçu docteur en droit à l'Université de Louvain, il se met à patronner, c'est-à-dire à énoncer devant le Conseil souverain de Hainaut. Muni de son diplôme, Raoux se fait inscrire comme avocat près le conseil souverain de Hainaut. La plaidoirie orale n'est pas admise devant cette juridiction ; les mémoires que le jeune avocat doit présenter se font remarquer par une rédaction soignée et correcte. Raoux, abandonnant l'emphase et le burlesque de ses devanciers, s'applique à châtier la forme ; il rédige avec sobriété et correction. 
Malgré sa pratique du droit, il se consacre à la politique. On lit dans sa profession de foi de la préface d'un mémoire qu'il publie en 1787 - Essai d'un éloge historique de Viglius - qu'il est pour le juste milieu : il répudie le rigorisme de Philippe II, et l'entrainement philosophique de Joseph II lui inspire des inquiétudes. Lorsqu'éclate la révolution brabançonne, il reste fidèle au parti des États, ce qui n'empêche pas sa nomination au Conseil souverain de Hainaut. Un tel tempérament ne pouvait pas s'accommoder des principes de la Révolution française. On le voit montrer un certain courage à résister aux décrets de la Convention nationale. En 1795, il est envoyé à Paris par diverses communautés religieuses pour réclamer leurs biens tenus sous séquestre et, le 4 vendémiaire an IV (26 septembre 1795), il adresse au Comité de salut public un mémoire revendiquant l'Indépendance pour la Belgique. « Je suis Belge, dit-il, je connais l'histoire de mon pays, le caractère de ses habitants ; malgré les mensonges qu'on débite à la barre de la Convention, et quelquefois à la tribune, il est constant que ce qu'on appelle le système français n'est nullement du goût de la nation belge. » Le gouvernement du royaume uni des Pays-Bas, a toutes ses sympathies. Guillaume Ier apprécie ses mérites, se l'attache comme Conseiller d'État, et le crée chevalier de l'ordre du Lion belgique (1819). 
À 60 ans, il descend encore dans l'arène pour disputer des concours académiques et y remporte des palmes. Il est nommé membre de l'Académie en 1824, et dès 1825, il lit à ses confrères une Dissertation historique sur l'origine du nom des Belges et sur l'ancien Belgium. Jusqu'en 1838, il écrit de nombreuses études historiques qu'il publie dans les Annales de la Compagnie. 
Il prend sa retraite de fonctionnaire peu après la révolution belge.
Raoux épouse dans sa jeunesse Mlle Lernould, dont il n'a pas d'enfant. Les époux passent leurs derniers jours au château de Rèves (Hainaut). Le mari meurt le premier, à l'âge de 80 ans, le 29 août 1839.

## Citation
«Je puis attester que la haine de l'Autriche était dans la plupart des cœurs, dans le cœur de tous les patriotes de 87 et de 90 ; je puis attester que les Français étaient attendus et désirés en 1792 avec une sorte d'impatience. Eh bien ! ils n'étaient pas si tôt arrivés dans un endroit, qu'on en était las ; que la joie qu'on avait d'abord montrée était convertie en tristesse et les acclamations en un morne silence [... ] Ce que le peuple belge appelle le système français n'est nullement de son goût […] À moins que le gouvernement français ne veuille se faire illusion, il doit savoir que le vœu des Belges est de rester belges ».

## Œuvres
- Éloge historique de Viglius de Zuiehem d'Aytta, chef et président du conseil privé aux Pays-Bas, sous le règne de Charles-Quint et de Philippe II, Bruxelles. 1787, in-−8° de 39 pages
- Éloge de Carondelet, Bruxelles 1787. in-−8° de 39 pages, mémoire couronné par l'ancienne Académie de Bruxelles
- Réflexions politiques, générales et particulières sur la guerre d'Allemagne en 1778 et sur la paix conclue à Teschen le l3 mai 1779, par M. R. Amsterdam (Berlin), 1780, in-−8°
- Dissertation historique sur l'origine du nom de Belge et sur l'ancien Belgium, inséré dans le tome 3 des mémoires de la nouvelle Académie, 1825
- Sur l'ancienne démarcation des pays flamands et wallons, aux Pays-Bas, id., vol. 4, même année
- Notice sur un passage remarquable de la chronique de Sigebert de Gembloux, relative à l'autorité prétendue par les papes sur les couronnes des rois, id., tome 5, 1827
- Appendice au mémoire sur l'origine du nom de Belgium, Id., tome 7, 1831
- Mémoire sur le rapport et la conformité de plusieurs points des anciennes coutumes et chartes du pays et comté de Hainaut avec l'ancien droit romain antérieur à Justinien et au code Théodosien. Id., vol. 8, 1813
- Mémoire en réponse à la question : Quelle est l'origine de la différence qui existe, par rapport à la langue, entre les provinces dites flamandes, et celles dites wallonnes? À quelle époque cette différence doit-elle être rapportée ? Quelle est la raison pourquoi des contrées qui faisaient partie de la France parlent flamand, et d'autres qui appartenaient à l'empire germanique se servent exclusivement de la langue française, id., tome 5, 1827